# Pam Cornelissen
Peter Antonius Maria (Pam) Cornelissen (Langeweg, 13 januari 1934 – Essen (België), 15 januari 2020) was een Nederlands politicus namens de KVP en het CDA.
Cornelissen groeide op in Noord-Brabant als zoon van een landbouwer, en volgde, na het gymnasium te hebben voltooid, in de jaren vijftig de academische studie weg- en waterbouwkunde op de Technische Hogeschool te Delft. Na deze studie werkte hij onder andere als ingenieur te Nigeria.
In 1966 ging hij de politiek in, en werd lid van de gemeenteraad van Best en de agglomeratieraad van Eindhoven, namens de KVP. Zijn lidmaatschap van de agglomeratieraad behield hij tot 1970, dat van de gemeenteraad tot 1974.
In 1967 werd hij lid van de Tweede Kamer, waar hij voor zijn partij woordvoerder volkshuisvesting en verkeer werd. In 1974 behoorde hij tot de minderheid in zijn fractie die voor het 'politiestopwetje' stemde; dit was een wetsvoorstel over opschorting van de overgang van rechtswege van gemeenten van rijks- naar gemeentepolitie. De motie werd verworpen.
Na in 1982 de Tweede Kamer verlaten te hebben, werd hij watergraaf van waterschap De Dommel. In 1984 werd hij lid van het Europees Parlement. Daar hield hij zich vooral bezig met begrotingszaken. Ook was hij een gekend deskundige op het gebied van de binnenvaart en de Rijnvaart. Hij bleef lid van het Europees Parlement tot 1999.
Op 27 april 1990 werd hij benoemd tot Commandeur in de Orde van Oranje-Nassau.
- Parlement.com: vg09lkzd26zc